# Octobre 1916

## Événements
- France : lancement par l'État du deuxième emprunt de la Défense nationale.
- Russie :
  - Le transsibérien est terminé, devenant la ligne ferroviaire la plus longue du monde.
  - Procès de marins mutinés de la flotte de la Baltique. Désertions, fraternisations.

- 1er octobre : retour à l'heure normale.

- 9 octobre : Elefthérios Venizélos constitue à Salonique un gouvernement provisoire favorable aux Alliés.

- 12 octobre : Hipólito Yrigoyen, dirigeant de l’Union civique radicale devient président de la République Argentine (fin en 1922). Les classes moyennes mettent un terme à l’oligarchie en le portant au pouvoir.

- 15 octobre : exposition André Derain à Paris.

- 21 octobre : assassinat du président du Conseil austro-hongrois Karl von Stürgkh par le socialiste Friedrich Adler. Ernest von Koerber lui succède.

- 23 octobre : 
  - Le roi Constantin Ier de Grèce propose un désarmement complet des forces grecques à condition que l’armée de Elefthérios Venizélos ne soit utilisée que contre les Bulgares.
  - Exposition Brancusi à New York.

- 24 octobre (Verdun) : les troupes françaises du groupement Mangin reprennent, en quatre heures, le fort de Douaumont et réoccupent jusqu’à Vaux tout le territoire conquis depuis huit mois par les Allemands.

- 31 octobre : lancement d'une nouvelle offensive italienne sur l'Isonzo, stoppée après quelques succès tactiques.

## Naissances
- 2 octobre :
  - Alfred Califice, homme politique belge († 10 mars 1999).
  - Ángel Suquía Goicoechea, cardinal espagnol, archevêque de Madrid († 13 juillet 2006).
- 3 octobre : James Herriot, vétérinaire et écrivain britannique († 1995).
- 4 octobre : Anton Rupert, homme d'affaires († 18 janvier 2006).
- 10 octobre : Bernard Heuvelmans, cryptozoologue († 22 août 2001).
- 15 octobre : Hassan Gouled Aptidon, homme politique français († 21 novembre 2006).
- 26 octobre : François Mitterrand, homme politique français, président de la République de 1981 à 1995 († 8 janvier 1996).
- 29 octobre : Jerzy Pietrkiewicz, écrivain, poète, traducteur et historien de la littérature polonais († 26 octobre 2007).